# Yu Jim-yuen
Yu Jim-yuen (于占元, 5 septembre 1905 - 8 septembre 1997) est un artiste martial et acteur chinois qui fut maître de l'académie d'étude du théâtre chinois, une école d'opéra de Pékin basée à Hong Kong, qui a formé de nombreux acteurs et actrices connus tels que Jackie Chan, Sammo Hung, Yuen Biao, Yuen Qiu, Yuen Wah, ou encore Corey Yuen. Il est également le père de l'actrice de wuxia Yu So-chow, apparu dans plus de 240 films, qui émigre aux États-Unis dans les années 1970.
Il commence sa carrière à Shanghai dans les années 1940 avant d'immigrer à Hong Kong en raison des bouleversements politiques en Chine. Il ouvre ainsi l'académie d'étude du théâtre chinois à Hong Kong dans les années 1960. Au cinéma, il n'est apparu que dans un seul film en 1979 à l'âge de 74 ans intitulé Le Vieux maître (師父出馬), et dans lequel il est présenté comme le « véritable maître de kung-fu de Jackie Chan » (devenu une vedette l'année précédente avec le film Le Chinois se déchaîne).
Il meurt à Los Angeles en 1997 d'une crise cardiaque.
En 1988, Sammo Hung joue son rôle dans le film Painted Faces qui traite justement de la formation des futures vedettes de cinéma. Puis en 2020, le même Sammo Hung, dans le film anthologique Septet: The Story of Hong Kong (en), représente de nouveau son enseignement.